# Gardeja
Gardeja (niem. Garnsee) – wieś w Polsce, położona w województwie pomorskim, w powiecie kwidzyńskim, w gminie Gardeja
Wieś leży przy skrzyżowaniu drogi krajowej nr 55 z drogą wojewódzką nr 523.
Siedziba gminy Gardeja. Dawniej miasto; uzyskała lokację miejską w 1334 roku, zdegradowana w 1945 roku. W latach 1954–1972 wieś należała i była siedzibą władz gromady Gardeja. W latach 1975–1998 wieś administracyjnie należała do województwa elbląskiego.
Liczba ludności wsi w 1998 roku wynosiła ok. 1400 osób.
We wsi znajduje się Szkoła Podstawowa im Obrońców Westerplatte.
| SIMC    | Nazwa   | Rodzaj    |
| ------- | ------- | --------- |
| 0149914 | Kalmuzy | część wsi |

Mieszkańcy wsi wymieniają jeszcze przysiółek Hermanowo.

## Samorząd
Obszar wsi jest podzielony na 3 sołectwa: Gardeja I (zwarty obszar zabudowany byłego miasta), Gardeja II (pol. Szlemno, niem. Garnseedorf), Gardeja III.
Częścią obecnej Gardei III jest dawne Dębno (też Dębniak, niem. Eichbusch – nazwa nieoficjalna). Przed 1914 było to wybudowanie wsi Garnseedorf (pol. Szlemno, następnie Gardeja II), zamieszkiwane w 1905 przez 55 osób.

## Historia
We wczesnym średniowieczu na tym terenie powstał pruski gródek o charakterze obronnym, który w 1233 został zajęty przez Krzyżaków. W sąsiedztwie istniała osada należąca do biskupów pomezańskich, w 1285 wzmiankowana jako siedziba cystersów. Gardeja otrzymała prawa miejskie ok. 1334 lub wcześniej (zapis z 1334 określa Gardeję jako miasto). Podczas wojny trzynastoletniej miasto zostało poważnie zniszczone przez pożary, od 1525 w Prusach Książęcych. Od połowy XVI wieku Gardeja była siedzibą braci czeskich, od 1657 miasto należało do Brandenburgii, a od 1701 do Prus. W 1883 uruchomiono kolej łączącą Gardeję z Grudziądzem i Malborkiem. W plebiscycie narodowościowym w Prusach Wschodnich w 1920 98% głosujących w Gardei opowiedziało się za pozostaniem w Niemczech. Z przyczyn komunikacyjnych Polsce przyznano oddaloną od miasta o 2 km stację kolejową na linii Kwidzyn-Grudziądz. W okresie międzywojennym ulokowano tu placówkę Straży Celnej. Podczas II wojny światowej zniszczeniu uległo 80% zabudowy, co miało wpływ na odebranie Gardei praw miejskich. 
W miejscowości był przystanek kolejowy Gardeja.

## Zabytki

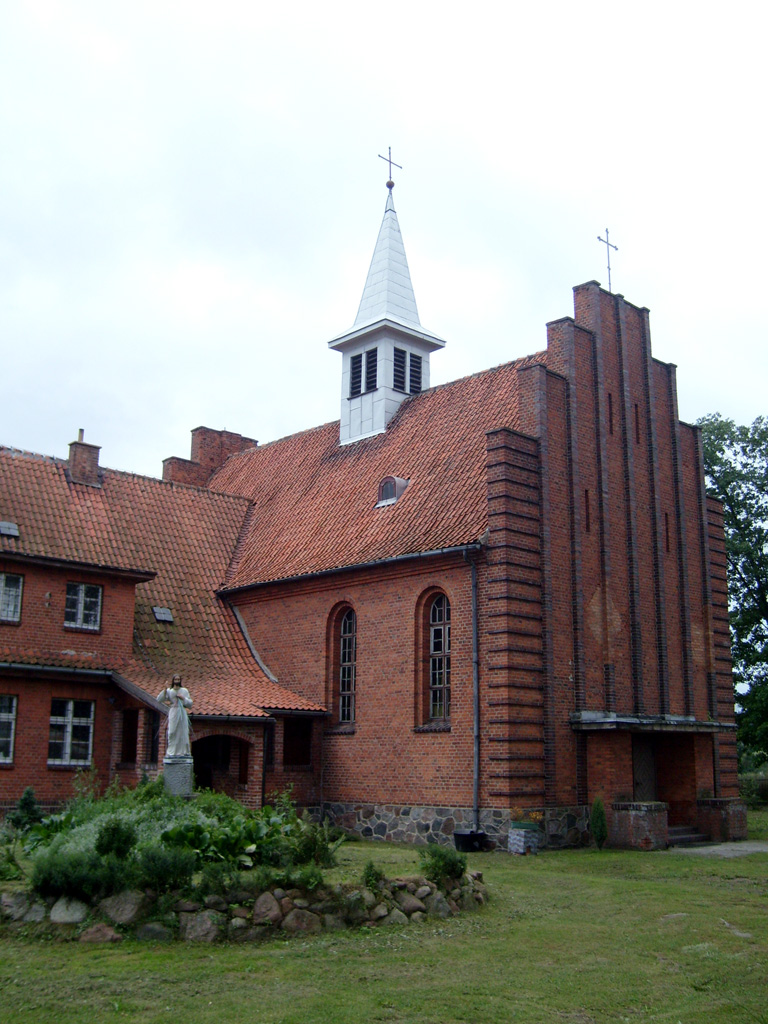
Kościół pw. Najświętszego Serca Pana Jezusa

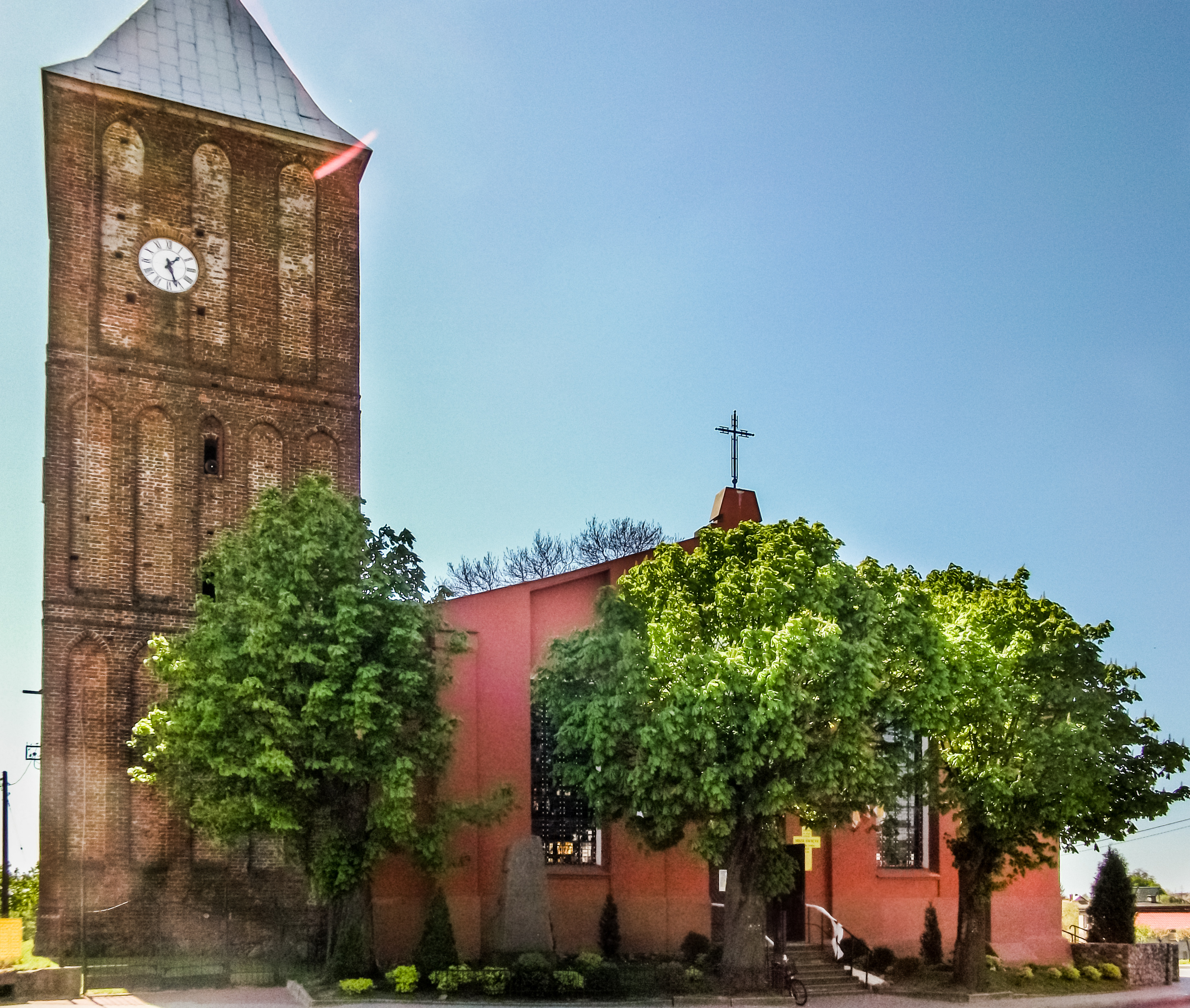
Kościół pw. św. Józefa

Według rejestru zabytków NID na listę zabytków wpisane są:
- układ urbanistyczny miasta, obecnie wsi, wraz z zespołem budowlanym, 1285-XX w., nr rej.: 156/90 z 22.01.1991
- modernistyczny kościół parafialny pw. Najświętszego Serca Pana Jezusa, ul. Kwidzyńska, XIV, XVIII w., nr rej.: 500/96 z 2.04.1996
- cmentarz przykościelny, nr rej.: j.w.
- cmentarz rzymskokatolicki, ul. Grudziądzka, pocz. XIX w., nr rej.: 499/96 z 2.04.1996
- kaplica, 1926, nr rej.: j.w.
- brama, nr rej.: j.w.

Ponadto w Gardei znajduje się gotycka wieża z XIV wieku przy kościele pw. św. Józefa.